# イズレエル

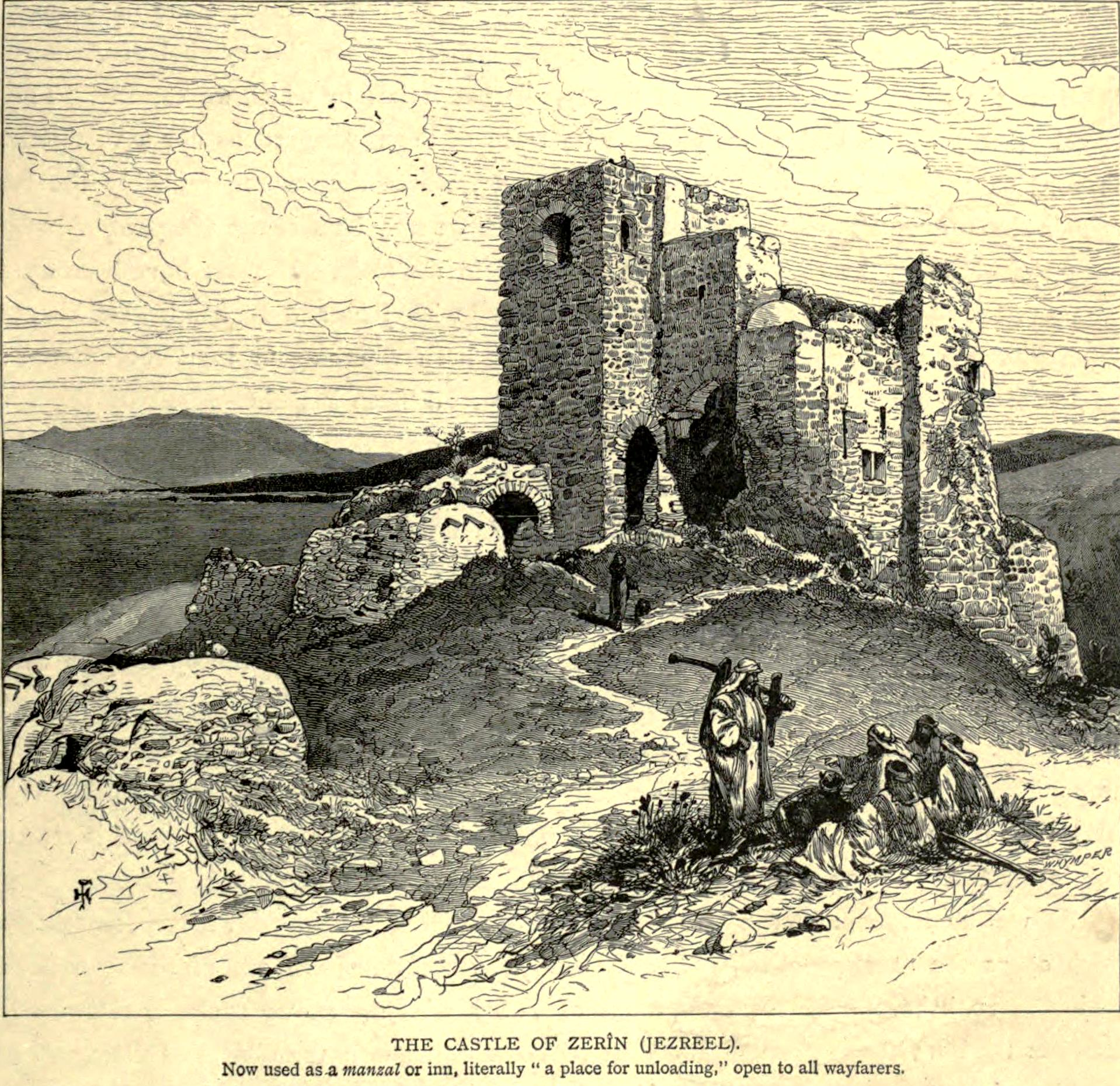
イズレエルにある廃墟の塔（1880年代）

イズレエル（ヘブライ語: תל יִזְרְעֶאל‎, (成文トーラー)ヘブライ語: יִזְרְעֶאל – ‎, 英語: Jezreel）は古代イスラエルの都市と要塞、後のジルイーン村（Zir'in、アラブ解放軍とイラク軍の中心地として使用され廃村）、現代イスラエルの考古遺跡の名称である。ナザレの南約15km、1949年休戦ラインのすぐ北側に位置する。イズレエルとは「神が種を蒔いてくださる」という意味である。キリスト教徒の日本語口語訳では、エズレルと表記する。
イッサカル族の領地に属した町で、イズレエル平野（エスドラエロン）の東端である。ギルボア山のふもとにあったサウル王家に忠誠を誓った町である。
イシュ・ボシェテが王に即した時にはイズレエルの住民は従った。
後に、北イスラエル王国のアハブ王の宮殿が建設され、王妃イゼベルの影響でバアル礼拝の中心地になった。